# 穆兰 (德塞夫勒省)
穆兰（法語：Moulins，法語發音：[mulɛ̃] ⓘ）是法国德塞夫勒省的一个旧市镇，属于布雷叙尔区。1973年1月1日，穆兰与邻近的6个市镇并入市镇莫莱翁。

## 地理
穆兰（46°57'10"N, 0°47'35"W）位于法国新阿基坦大区德塞夫勒省，该省份为法国西部内陆省份，北起曼恩-卢瓦尔省，西接旺代省，南至夏朗德省和滨海夏朗德省，东临维埃纳省。
穆兰的时区为UTC+01:00、UTC+02:00（夏令时）。

## 行政
穆兰的邮政编码为79700，INSEE市镇编码为79186。

## 人口
穆兰于2018年1月1日时的人口数量为692人。